# New Mexico State University

Musik-Gebäude

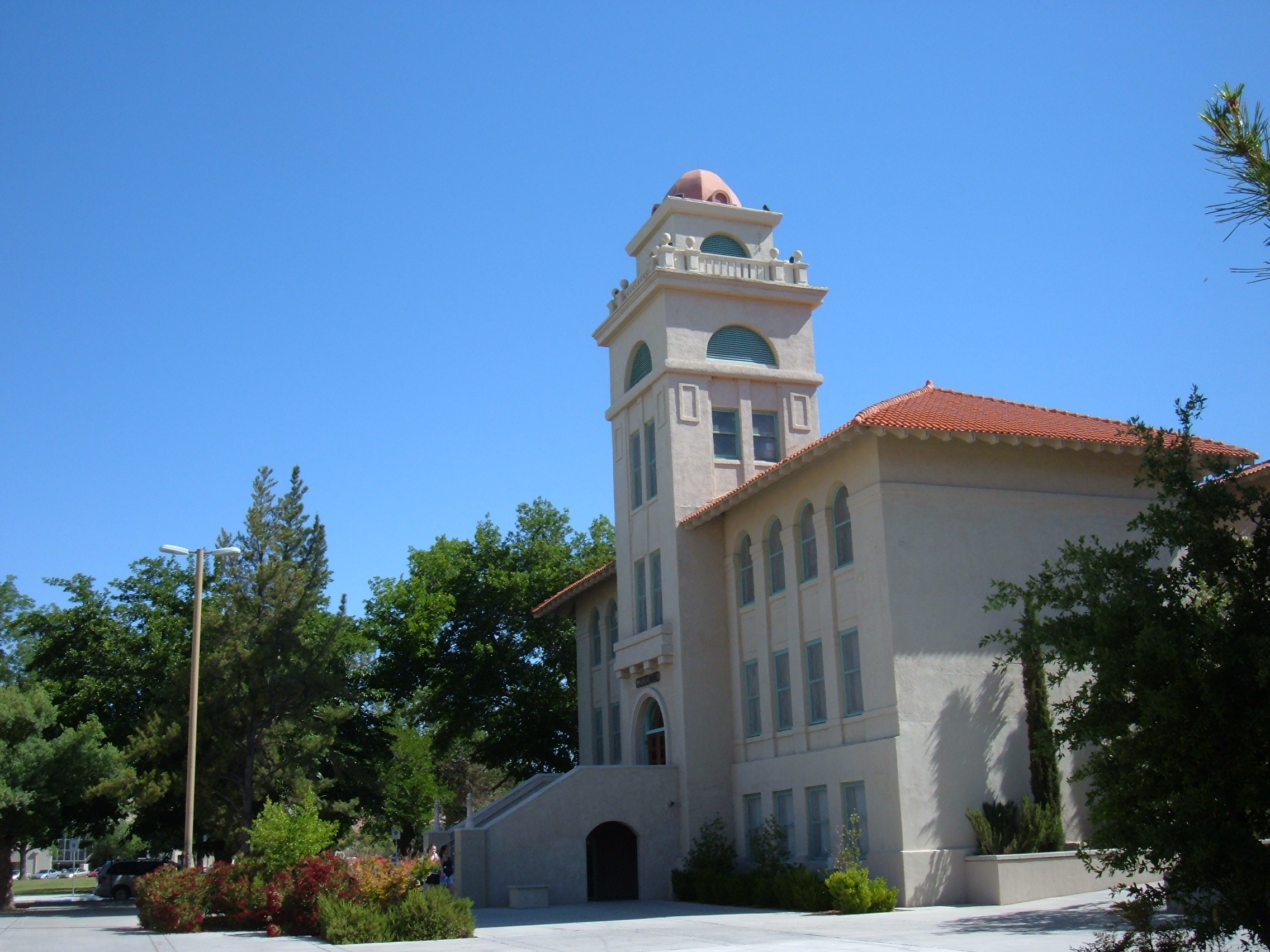
Goddard Hall

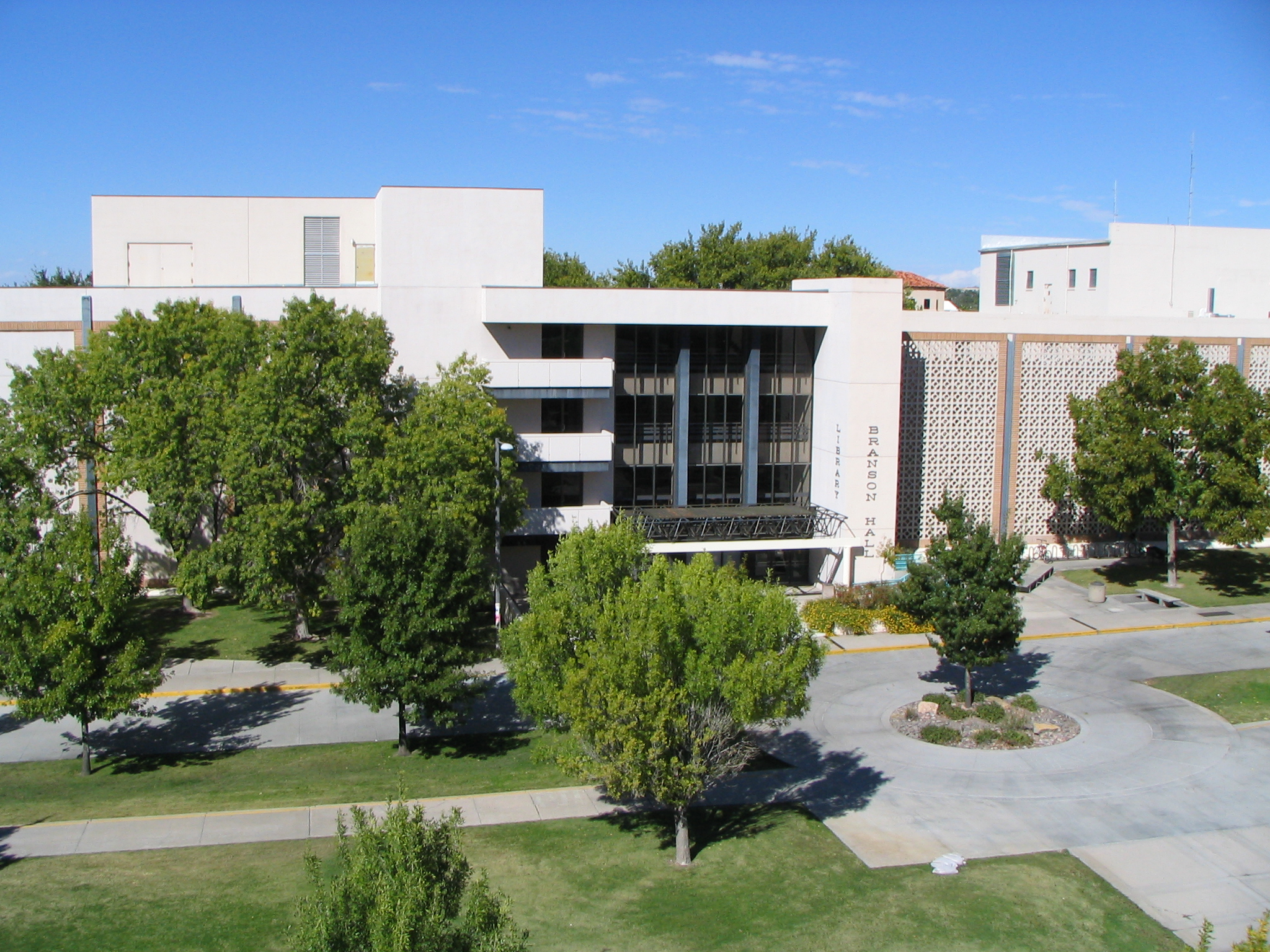
Branson Library

Die New Mexico State University (auch NMSU genannt) ist eine staatliche Universität in Las Cruces, New Mexico. An der Universität waren 2005 26.400 Studenten eingeschrieben. Die NMSU ist besonders für ihre Forschung und Lehre im Bereich der Raumfahrt bekannt.
Neben ihrem Hauptcampus in Las Cruces unterhält die NMSU Außenstellen in Alamogordo (2.000 Studenten), Carlsbad (1.200 Studenten) und Dona Ana sowie ein Büro in Albuquerque.

## Geschichte
Die Universität wurde 1888 unter dem Namen New Mexico A&M College gegründet.

## Fakultäten
- Agrarwissenschaften
  - Chile Pepper Institute
- Gesundheits- und Sozialwissenschaften
- Ingenieurwissenschaften
- Künste und Wissenschaften
- Pädagogik
- Wirtschaftswissenschaften
- College of Extended Learning
- College of Honors

## Sport
Das Sportteam der NMSU sind die Aggies. Die Universität ist Mitglied der Conference USA.